# 妮查·琵雅瓦塔納農
妮查·琵雅瓦塔納農（漢名王秀清，1999年10月3日—），小名Phingphing，為泰國One 31頻道旗下女演員及模特。代表作有《沙風暴》。

## 個人簡歷
Phingphing於1999年10月2日出生於泰國曼谷。畢業於詩納卡寧威洛大學示範高中，以及詩納卡寧威洛大學的美術與應用藝術學院主修表演和導演系，已在2022年底畢業。曾在就學期間獲選為「詩納卡寧威洛大學的2018年度之星」。
Phingphing從小就立志要成為一名演員，她透過拍攝廣告與MV作品踏入演藝圈，與One 31簽約後，於2019年在戲劇《鐵血雙雄》中首度亮相。同年，搭檔吉查功·甘諾通（Tongtong）、蘇珊娜·雷諾（Suri）等人主演奇幻電視劇《四神守護者》。
2022年，搭檔帕同朋·任翟迪（Toy）主演電視劇《為了媽媽不能輸》，在劇中飾演“Koi”一角，也是Phingphing首度在戲劇擔綱第一女主角。

## 影視作品

### 電視劇
| 首播年份 | 戲劇名稱           | 戲劇名稱 | 播放平台 | 角色       | 備註 |
| 首播年份 | 譯名               | 原文名   | 播放平台 | 角色       | 備註 |
| 2019年   | 《鐵血雙雄》       |          | One 31   | Thip       | 配角 |
| 2019年   | 《四神守護者》     |          | One 31   | Namtarn    | 主演 |
| 2021年   | 《沙塵暴》         |          | One 31   | Lita       | 配角 |
| 2023年   | 《為了媽媽不能輸》 |          | One 31   | Koi        | 主演 |
| 2024年   | 《普蘭卡》         |          | One 31   | Khemapsorn | 主演 |
| 2025年   | 《鳳凰的命運》     |          | One 31   |            | 主演 |

### 綜藝節目
| 首播年份 | 節目名稱       | 節目名稱 | 播放平台 | 備註             |
| 首播年份 | 譯名           | 原文名   | 播放平台 | 備註             |
| 2024年   | 《創造營亞洲》 |          | WeTV     | 參賽者，首轮淘汰 |

## 獎項與提名
| 年份   | 頒獎機構         | 獎項         | 提名作品／人物    | 結果 | 來源  |
| 2018年 | 詩納卡寧威洛大學 | 2018年度之星 | 妮查·琵雅瓦塔納農 | 獲獎 | [ 2 ] |

## 外部連結
- 妮查·琵雅瓦塔納農於One 31的簡介 （页面存档备份，存于）（泰文）
- 妮查·琵雅瓦塔納農的Instagram帳戶（泰文）
- 妮查·琵雅瓦塔納農的新浪微博